# Scuola musicale gratuita

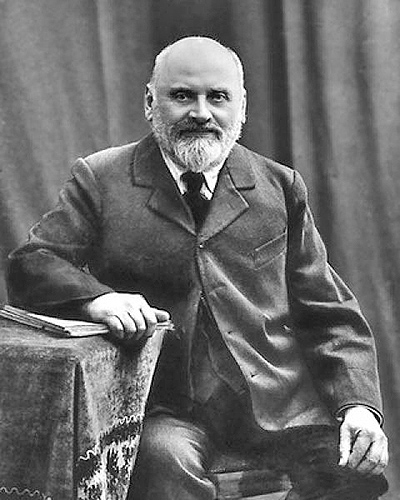
Milij Alekseevič Balakirev, uno dei fondatori della scuola

La Scuola musicale gratuita (in russo Бесплатная музыкальная школа?) fu un'organizzazione musicale e didattica di San Pietroburgo. Essa venne creata il 18 marzo 1862 su iniziativa di Milij Alekseevič Balakirev e Gavriil Jakimovič Lomakin, anche se la data di fondazione ufficiale, in base al suo statuto, è l'11 novembre 1867. La scuola godette del patrocinio imperiale. I direttori della scuola furono Gavriil Lomakin (1867-68), Milij Balakirev (1868-73 e 1881-1908), Nikolaj Rimskij-Korsakov (1874-81) e Sergej Ljapunov (1908-17). Gli scopi della scuola, secondo Balakirev, erano quelli di dare alle persone sprovviste di mezzi un'educazione musicale gratuita per realizzare le loro aspirazioni e formare cori e per la Chiesa ortodossa russa e cantanti solisti. I suoi studenti furono abitanti dell'allora capitale russa, senza distinzioni di età o ceto sociale. La prima sede della scuola si trovava presso l'Accademia medico-chirurgica, quindi, a partire dal 1871, presso la Duma municipale di San Pietroburgo, che concesse i suoi spazi in locazione gratuita. La Scuola musicale gratuita era stata pensata non solo come un'organizzazione didattica, ma anche concertistica: gli incassi dei concerti costituivano una parte importante delle sue entrate. I suoi concerti (quelli corali diretti da Lomakin, quelli orchestrali da Balakirev) negli anni '60 e '70 del XIX secolo servirono a promuovere la nuova musica russa: in essi venivano eseguite opere di Michail Glinka, Aleksandr Dargomyžskij e, soprattutto, dei componenti del Gruppo dei Cinque. Ben presto si creò una rivalità tra la Scuola musicale gratuita e la più aristocratica e conservatrice Società musicale russa, di cui Balakirev era stato direttore tra il 1867 ed il 1869, prima di esserne allontanato, che causò difficoltà ad entrambe le istituzioni. Tuttavia la Società musicale russa poteva contare su fondi di cui la Scuola musicale gratuita non disponeva. Questa situazione portò i concerti della scuola a diventare sempre più scarsi ed irregolari, fino a scomparire quasi del tutto (l'ultimo concerto ebbe luogo il 5 marzo 1911, dedicato alla memoria di Balakirev) e, a partire dagli anni '80, a limitare l'insegnamento alle classi vocali e alla teoria musicale elementare. La scuola cessò di esistere nel 1917; sua erede spirituale fu la Scuola musicale N. A. Rimskij-Korsakov, fondata nel 1918.